# Халид Бутаиб
Халид Бутаиб (арап. خالد بوطيب; 24. април 1987) марокански је фудбалер, који тренутно игра за турски Јени Малатјаспор и репрезентацију Марока, на позицији нападача.
На Светском првенству 2018. године, Бутаиб је постигао гол у трећем колу против Шпаније.